# Бетхер, Кристиан Эдуард
Кристиан Эдуард Бетхер или Бётхер (нем. Christian Eduard Boettcher; 9 декабря 1818, Имгенбройх, Северный Рейн-Вестфалия  — 15 июня 1889, Дюссельдорф) — немецкий художник, педагог. Представитель мастер дюссельдорфской художественной школы.

## Биография
В 1833—1838 годах обучался в Штутгартской художественной школе (ныне Штутгартская государственная академия изобразительных искусств) у Иоганна Генриха фон Даннекера. Получил специальность литографа. Затем работал в издательстве Ebner’sche в Штутгарте и в литографическом институте Arnz & Comp. в Дюссельдорфе.
С 1844 по 1849 год продолжил учёбу в Дюссельдорфской художественной академии у Теодора Хильдебрандта и Фридриха Вильгельма фон Шадова. После окончания учёбы осел в Дюссельдорфе и в 1872 году был назначен профессором в альма матер. Был одним из основателей объединения художников (Künstlervereins Malkasten), членом правления которого он некоторое время был. Также был членом Дюссельдорфской ассоциации художников взаимопомощи и академической ассоциации «Восток».
Художник-пейзажист, мастер жанровой живописи. Большое влияние на его творчество оказал Карл Вильгельм Хюбнер. Отдавал предпочтение социально-критическим темам, выступал как портретист и рисовальщик
- Музыкальный урок
- У рыночного фонтана в Бингене
- Обервезель и замок Шенбург